# Joseph Cochran

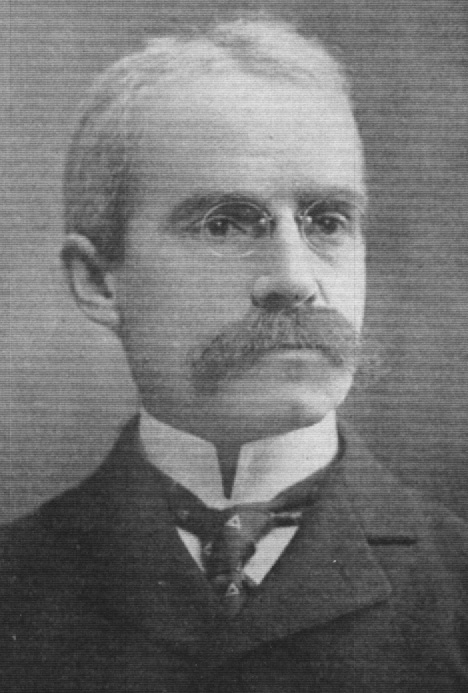
Joseph Plumb Cochran

Joseph Plumb Cochran M.D. (* 14. Januar 1855 in Urmia, Iran; † 18. August 1905 in Urmia, Iran) war ein US-amerikanischer presbyterianischer Missionar und Mediziner. Er gilt als der Gründungsvater der ersten modernen medizinischen Hochschule im Iran.

## Leben
Joseph Cochrans Eltern waren Reverend Joseph J. Cochran und Deborah Plum. Sie gehörten zur ersten Generation von Missionaren, die 1848 in den Iran reisten. Sie ließen sich in Urmia in West-Aserbaidschan im Iran nieder, der Heimat der historischen Urartukultur und einer der frühsten christlichen Kirchen, der Assyrischen Kirche des Ostens. Die Familie widmete ihren missionarischen Eifer dem Wohl der einheimischen Bevölkerung, viele davon waren strenggläubige Christen.
Joseph war eines von acht Kindern der Familie Cochran. Er hatte eine glückliche Kindheit inmitten seiner großen Familie und Freunde. Er erlernte die Landessprachen Syrisch, Aserbaidschanisch und Kurdisch, zusätzlich zu Englisch und Persisch. Als Teenager verließ er 1868 den Iran und reiste in die USA, um dort bei Verwandten seiner Familie zu wohnen. Er studierte am New York Medical College Medizin, wo er 1876 graduierte. Anschließend sammelte er an Krankenhäusern zwei Jahre praktische Erfahrung in Chirurgie, Infektionskrankheiten und Gynäkologie. Während einer Reise nach Minnesota lernte er seine zukünftige Frau Katherine Hale kennen.
Das junge Paar reiste 1878 in den Iran. Nach ihrer Ankunft in Urmia überprüften sie die medizinischen und gesundheitlichen Bedürfnisse der dortigen Gesellschaft und fanden eine unzulängliche kleine Klinik vor, welche unter der Schirmherrschaft der iranischen Roter-Löwe-mit-Roter-Sonne-Gesellschaft stand. Aufgrund von Josephs Bitte erwarb der Ausschuss der assyrischen Missionare eine 15 Hektar große Gartenanlage, welche zum Bauplatz für ein 200-Betten-Krankenhaus wurde. Das Krankenhaus erhielt den Namen Westminster Hospital. Der Bau des Krankenhauses war innerhalb eines Jahres abgeschlossen – von der Planung bis zur Eröffnung 1879.

Joseph Cochran mit dem kurdischen Stammesführer Scheich Ubeydallah, um 1880

Cochran war entschlossen, durch die Gründung einer modernen Medizinschule, der ersten dieser Art im Iran, den Mangel an einheimischem medizinischen Fachpersonal zu beheben. Um dieses Ziel zu erreichen, errichtete er ein Holzgebäude, welches mit einem Forschungslabor ausgestattet war, nahe dem Krankenhaus, wo das zukünftige medizinische Personal ausgebildet wurde. Bemerkenswerterweise ist dieses Holzgebäude, nahe der heutigen Urmia Medical School, noch heute erhalten. Eine angrenzende Klinik für Geburtshilfe wurde später gegründet, die benötigte medizinische Ausrüstung dafür kam aus Amerika.
Laut den Informationen der offiziellen Webseite der Urmia University war Joseph Cochran der erste Direktor der 1878 gegründeten Medical School in Urmia. Während der 27 Jahre, in denen Cochran die Direktorenstelle innehatte, graduierten hier 26 Medizinstudenten. Die Schule wurde nach Cochrans Tod 1905 geschlossen und wurde erst sechs Jahre später als eine von verschiedenen Schulen der Urmia University wieder eröffnet. Das historische Archiv der Urmia University ist im Besitz von Dokumenten, die die Unterschrift von Mozaffar ad-Din Schah und Joseph Cochran auf den Urkunden der graduierten Studenten für die Gaduierungszeremonie von 1898 zeigen.
Während dieser Periode schlossen sich Joseph Cochran noch anderen amerikanischen Medizinern an, wie Dr. Wright, Dr. Homlz, Dr van Norden und Dr. Miller, die dauerhaft im Iran blieben. Die vollständigen Namen dieser Ärzte sind nicht bekannt. Ihre Ruhestätten sind in Urmia.
Joseph Cochran starb in Urmia im Alter von 50 Jahren, im zweiten Stock des Holzgebäudes des Medical School. Sein Tod wurde von vielen betrauert. Laut Berichten nahmen an seiner Beerdigung mehr als 10000 Trauernde teil. Er wurde auf dem Assyrian Missionary Cemetery beigesetzt, neben dem Seer Mountain in Urmia, in Sichtweite der von ihm gegründeten Medical School, nahe der Ruhestätten seiner Frau Catherine und seiner Eltern. Seine Grabinschrift lautet:"He came not to be ministered unto, but to minister."
Sein Sohn Joseph P. Cochran, Jr. kehrte 1920 in den Iran zurück und trat durch seine Dienste am American Mission Hospital in die Fußstapfen seines Vaters. Seine Tochter Dorothy Cochran-Romson diente kurze Zeit als Missionsschwester in Täbris, der Hauptstadt der Provinz Ost-Aserbaidschan.